# Aucklandobius complementarius
Aucklandobius complementarius är en bäcksländeart som beskrevs av Günther Enderlein 1909. Aucklandobius complementarius ingår i släktet Aucklandobius och familjen Gripopterygidae. Inga underarter finns listade i Catalogue of Life.